# Плакун чебрецелистий
Плакун чебрецелистий (Lythrum thymifolia, syn. Lythrum hybridum Klokov) — вид трав'янистих рослин родини плакунові (Lythraceae), поширений у Північній Африці, на півдні Європи, на заході й у центрі Азії.

## Опис
Однорічна рослина 5–10(20) см, струнка, прямовисна, дуже листяна. Листки лінійно-вузькі, трохи ослаблені біля основи, тонко зубчасті, дуже близько один до одного. Рожеві квітки, дуже дрібні, самотні в пазухах листків і гілочок. Чашечка витягнуто-трубчаста, з 8 зубчиками, зовнішні значно довші. 4 пелюстки трохи виступають із чашечки. Плід (коробочка) циліндрично-еліпсоїдний. Насіння ≈ 0.7 мм, коричневе.
Цвіте з квітня по червень.

## Поширення
Поширений у Північній Африці, на півдні Європи, на заході й у центрі Азії. Населяє піщані місця.
В Україні вид росте у вологих місцях серед граніту — у пд.-зх. ч. Степи (Донецька обл., по річках Грузський Єланчик, Коротиш), зрідка.